# Aage Johansen
Aage Johansen (ur. 6 grudnia 1919 w Hamar – zm. 6 lutego 2012 w Oslo) – norweski łyżwiarz szybki, brązowy medalista mistrzostw Europy.

## Kariera
Największy sukces w karierze Aage Johansen osiągnął w 1939 roku, kiedy zdobył brązowy medal podczas mistrzostw Europy w Rydze. W zawodach tych wyprzedzili go jedynie Łotysz Alfons Bērziņš oraz inny Norweg, Charles Mathiesen. W poszczególnych biegach Johansen był czwarty na 500 m, trzeci na 5000 m, piąty na 1500 m oraz drugi na dystansie 10 000 m. Norweg zajął także drugie miejsce na nieoficjalnych mistrzostwach Europy w Trondheim w 1946 roku, przegrywając tylko z Göthe Hedlundem ze Szwecji. Wygrał tam bieg na 1500 m, był trzeci na 10 000 m, piąty na 5000 m oraz szósty na 500 m. W 1938 roku zajął siódme miejsce na wielobojowych mistrzostwach świata w Davos. Nigdy nie wystąpił na igrzyskach olimpijskich. W 1946 roku został mistrzem Norwegii w wieloboju, a rok później zajął trzecie miejsce. W 1950 roku zakończył karierę.
W 1940 roku ustanowił rekord świata a dystansie 5000 m.